# 프란체스코 타마뇨

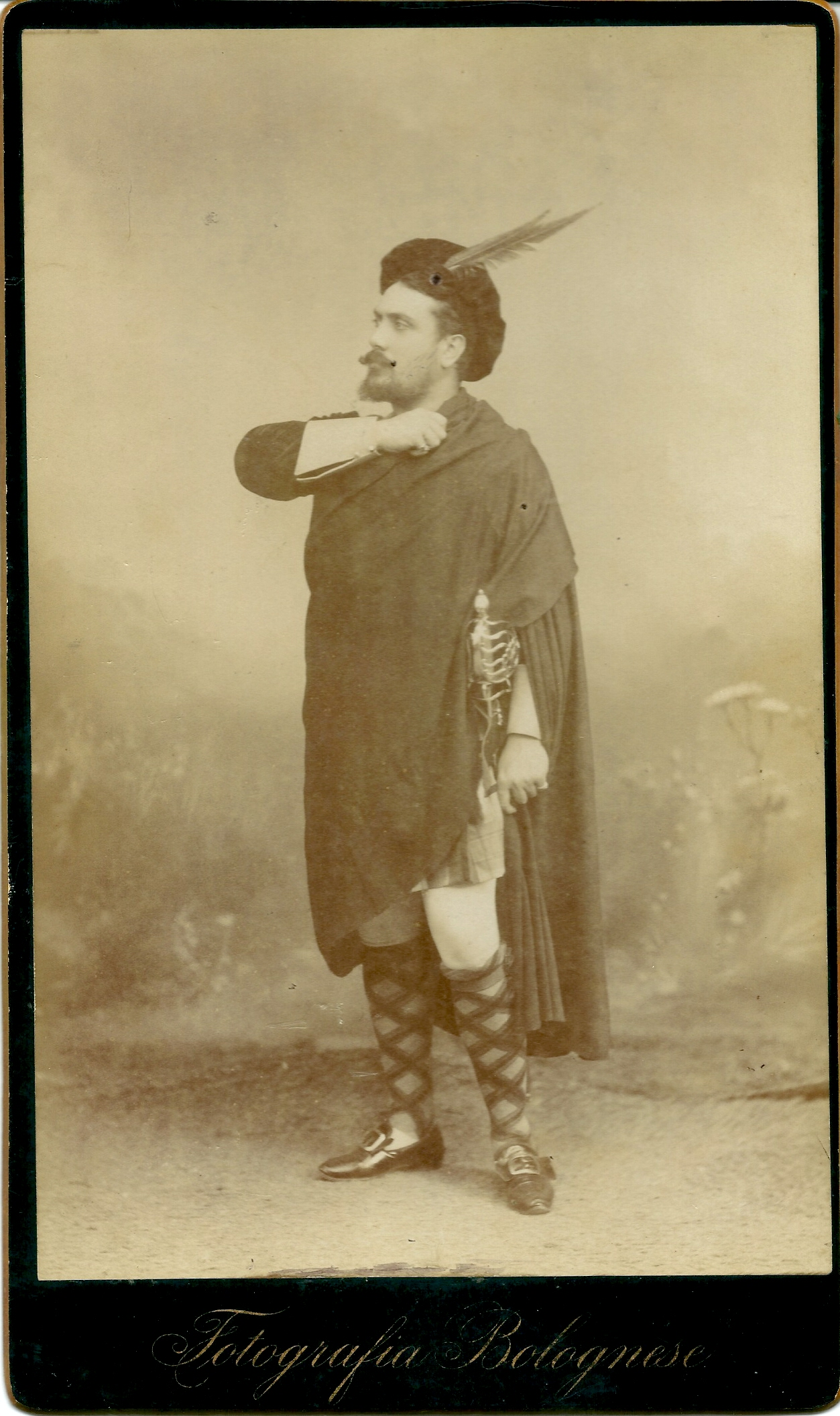

프란체스코 타마뇨(Francesco Tamagno, 1850년 12월 28일 ~ 1905년 8월 31일)는 유럽에서부터 아메리카에 이르기까지 대단한 성공을 거둔 이탈리아의 오페라 테너 가수이다.
19세기 말에 활약하여 벨 칸토의 전통을 전한 최고의 테너 가수로 알려져 있으며 그의 뛰어난 목소리와 성량은 콘서트 홀의 창과 샹들리에를 진동시켰다는 전설을 남기고 있다. 토리노에서 태어나 가극장의 합창단원을 거쳐 1873년에 도니체티의 <폴리우토>로 데뷔하였다. 다음해 팔레르모에서 <가면무도회>의 리카르도를 불러 '트럼펫 같은 목소리'라는 평을 들었다. 1877년에 라스칼라극장에서 폰키엘리의 <낭비자>의 초연으로 데뷔, 이어 베르디의 <오텔로> 초연에서 타이트롤을 불러 절찬을 받았다. 1891년 메트로폴리탄가극장의 초빙을 받았으며 1902년에 은퇴하였다. 그는 오페라 사상(史上)에 남는 대(大)테너의 계보상에 뚜렷이 남는 한 사람으로서 말할 수 있다.